# Milton Le Cocq
Milton Le Cocq d'Oliveira (10 de junho de 1920 – Rio de Janeiro, 27 de agosto de 1964), conhecido como Detetive Le Cocq, foi um detetive de polícia do estado do Rio de Janeiro (antigo Distrito Federal), integrante da guarda pessoal de Getúlio Vargas.
De ascendência francesa, foi um dos mais notáveis detetives brasileiros e ganhou destaque por sua habilidade em solucionar casos complexos ao longo de sua carreira. Foi descrito como o melhor detetive da polícia carioca em sua época. Em 1962, foi responsável pela caçada que matou o notório criminoso José Miranda Rosa, mais conhecido por Mineirinho.
Descrito como "um ídolo dentro da polícia",[carece de fontes?] Le Cocq foi morto, em 27 de agosto de 1964, durante confronto com o criminoso Cara de Cavalo. Sua morte levou à mobilização de dois mil policiais e culminou na morte de Cara de Cavalo, alvejado com 52 tiros.
A Scuderie Detetive Le Cocq, o mais famoso esquadrão da morte brasileiro, foi criado para vingar a morte do detetive Le Cocq e batizado em sua homenagem.